# Lactobacillus delbrueckii
Lactobacillus delbrueckii (conocida hasta 1984 como Lactobacillus bulgaricus) es una de las lactobacterias empleadas en la elaboración del yogur. Este tipo de bacteria puede encontrarse en otro tipo de alimentos fermentados como el queso.  Fue identificada por primera vez en 1905 por el doctor búlgaro Stamen Grigorov, y por esta razón se le denominó posteriormente como Lactobacillus bulgaricus.[cita requerida]

## Propiedades
Esta bacteria se ha empleado poco en la industria alimenticia debido a la poca capacidad de operar a las temperaturas relativamente altas (25º - 35º) de los procesos industriales, alimenticios y a la dificultad que supone mantener vivas las cepas de L. delbrueckii. Morfológicamente es un tubo Gram-positivo que puede aparecer largo y filamentoso. Además carece de motilidad y no forma esporas. Posee unos requerimientos nutricionales complejos, que incluyen la incapacidad de fermentar cualquier azúcar excepto la lactosa. Se la considera acidúrica o acidófila debido a que requiere un pH relativamente bajo (alrededor de 5.4-4.6) para su crecimiento óptimo. 
La bacteria fermenta la lactosa a ácido láctico, el cual hace que se preserve mejor el alimento. En lácteos esta operación hace que las personas con intolerancia a la lactosa sean más tolerantes a estos.